# Vincent Ezeonyia
Vincent Valentine Egwuchukwu Ezeonyia, né le 5 avril 1941 à Uke et mort le 8 février 2015, est un prélat catholique nigérian, évêque d'Aba (en) de 1990 à sa mort.

## Biographie
Ordonné prêtre pour la congrégation du Saint-Esprit le 3 août 1968, il est nommé évêque du nouveau diocèse d'Aba (en) le 25 avril 1990. Il est alors consacré le 1er juillet suivant en la cathédrale Mater Dei d'Umuahia, par Mgr Paul Fouad Tabet, assisté de Mgrs Anthony Gogo Nwedo (de) et Albert Kanene Obiefuna. Il est installé le lendemain en la cathédrale du Christ-Roi d'Aba. Il choisit comme devise épiscopale : « Servire in Laetitia » (« Servir dans la joie »), issu de l'Évangile selon Marc.
Il meurt en fonction le 8 février 2015.